# سيليست أندرسون
سيليست أندرسون هي مشاركة تلفزيون الواقع ‏ كندية، ولدت في 6 سبتمبر 1989 في وينيبيغ في كندا.